# Produzione sovietica di veicoli corazzati nella seconda guerra mondiale

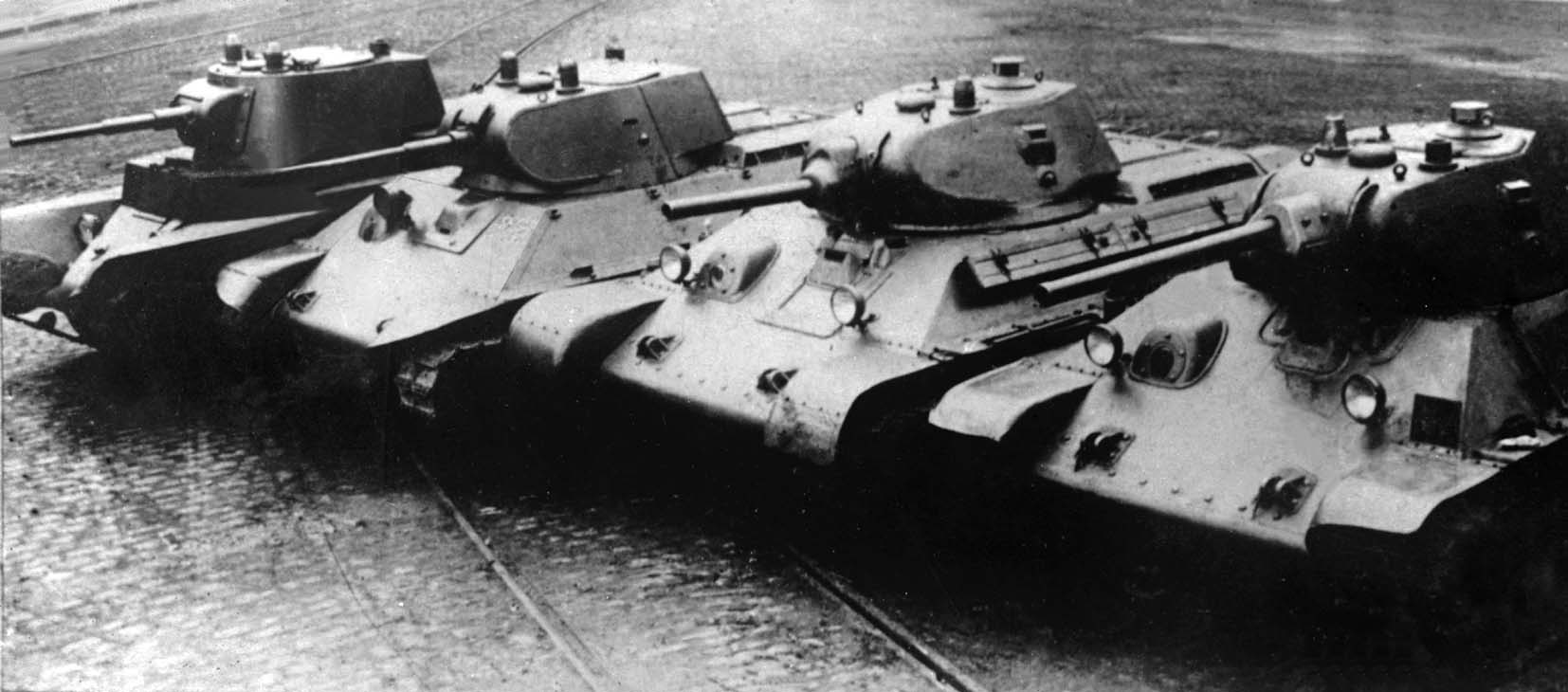
In ordine i prototipi A-8 (BT-7M), A-20 e T-34 del 1940 e del 1941

Durante la seconda guerra mondiale con l'inizio delle ostilità tra Unione sovietica e Germania nazista durante l'Operazione Barbarossa il 22 giugno 1941, la produzione sovietica di mezzi corazzati crebbe notevolmente per recuperare il grosso divario che esisteva tra i due eserciti.
Le cifre trattano la produzione fino alla prima metà del 1945 e include solo le nuove unità prodotte. L'Unione Sovietica possedeva circa 19 221 veicoli corazzati al momento dell'entrata in guerra. 
In questa lista non compaiono gli autoblindo, le aeroslitte, i trattori d'artiglieria e i treni armati.

## Veicoli corazzati leggeri
Veicoli corazzati sotto le 15 tonnellate di peso, spesso costruiti in fabbriche civili convertite alla produzione militare.
Per questa ragione la produzione di carri leggeri fu continua durante tutta la guerra, anche se molti modelli furono lo stesso consegnati dagli alleati nell'ambito del Lend-Lease.
|                         | Modello | 1940  | 1941  | 1942  | 1943  | 1944  | 1945  | Totale |  |
| ----------------------- | ------- | ----- | ----- | ----- | ----- | ----- | ----- | ------ |  |
| Carri armati            | T-26    | 1 549 |       |       |       |       |       | 1 549  |  |
| Carri armati            | BT-7    | 706   |       |       |       |       |       | 706    |  |
| Carri armati            | T-40    |       | 41    | 181   |       |       |       | 222    |  |
| Carri armati            | T-50    |       | 48    | 15    |       |       |       | 63     |  |
| Carri armati            | T-60    |       | 1 818 | 4 474 |       |       |       | 6 292  |  |
| Carri armati            | T-70    |       |       | 4 883 | 3 343 |       |       | 8 226  |  |
| Semoventi d'artiglieria | SU-76   |       |       | 26    | 1 928 | 7 155 | 3 562 | 12 671 |  |
|                         | Totale  | 2 255 | 1 907 | 9 579 | 5 391 | 7 155 | 3 562 | 30 079 |  |

Note:
- I SU-76 armati con un cannone da 76 mm  furono costruiti su scafo del T-70.

## Veicoli corazzati medi
La costruzione di questi veicoli corazzati necessitò di macchinari specifici, e per questo motivo furono costruiti in fabbriche civili riconvertite dalla produzione di trattori pesanti, locomotive e componenti navali.
Il carro T-34 fu uno degli esempi più riusciti di fabbricazione a catena di montaggio, fu il carro più prodotto in Unione Sovietica e il suo facile utilizzo lo fece diventare anche una delle basi più utilizzate nella costruzione di altri modelli di veicoli controcarro o semoventi.
|                         | Modello | 1940 | 1941  | 1942   | 1943   | 1944   | 1945   | Totale |
| ----------------------- | ------- | ---- | ----- | ------ | ------ | ------ | ------ | ------ |
| Carri armati            | T-28    | 12   |       |        |        |        |        | 12     |
| Carri armati            | T-34    | 115  | 2 800 | 12 553 | 15 812 | 3 500  |        | 34 780 |
| Carri armati            | T-34/85 |      |       |        |        | 10 449 | 12 110 | 22 559 |
| Carri armati            | T-44    |      |       |        |        |        | 200    | 200    |
| Semoventi d'artiglieria | SU-122  |      |       | 25     | 630    | 493    |        | 1 148  |
| Semoventi d'artiglieria | SU-85   |      |       |        | 750    | 1 300  |        | 2 050  |
| Semoventi d'artiglieria | SU-100  |      |       |        |        | 500    | 1 175  | 1 675  |
|                         | Totale  | 127  | 2 800 | 12 578 | 17 192 | 16 242 | 13 485 | 62 424 |

Note:
- L'esigua produzione del T-28 fu determinata dell'obsolescenza del modello e dalla presenza all'inizio del conflitto di molti modelli prodotti nel periodo pre-conflitto.
- Il T-34 era originariamente armato con un cannone da 76 mm, poi con un 76 mm ad alta velocità, e infine con un cannone da 85 mm in una torretta più grande. La produzione del T-34/85 nella tabella rappresenta la produzione totale considerando tutto il 1945
- Il SU-85, SU-122 e SU-100 furono costruiti su scafo del T-34. Il SU-85 e più tardi il SU-100 furono ridesignati come cacciacarri. Il SU-122 montava un obice da 122 mm M-30 per contrastare la fanteria.

## Veicoli corazzati pesanti
La produzione sovietica di carri armati pesanti fu costantemente in pericolo durante tutta la guerra, a causa delle abbondanti interferenze politiche, in quanto questi veicoli richiedevano un impiego di risorse molto maggiore, rispetto ad esempio al T-34 che comunque si comportava molto bene in battaglia. Il maggior numero di carri pesanti prodotti furono però dei semoventi, la cui potenza di fuoco poteva essere utilizzata contro diversi bersagli.
|                         | Modello               | 1940 | 1941  | 1942  | 1943  | 1944  | 1945  | Totale |
| ----------------------- | --------------------- | ---- | ----- | ----- | ----- | ----- | ----- | ------ |
| Carri armati            | KV-1                  | 141  | 1 121 | 1 753 |       |       |       | 3 015  |
| Carri armati            | KV-1S                 |      |       | 780   | 452   |       |       | 1 232  |
| Carri armati            | KV-8                  |      |       | 102   | 35    |       |       | 137    |
| Carri armati            | KV-85                 |      |       |       | 130   |       |       | 130    |
| Carri armati            | IS-2                  |      |       |       | 102   | 2 252 | 1 500 | 3 854  |
| Carri armati            | IS (carro armato)IS-3 |      |       |       |       |       | 350   | 350    |
| Semoventi d'artiglieria | KV-2                  | 102  | 232   |       |       |       |       | 334    |
| Semoventi d'artiglieria | SU-152                |      |       |       | 704   |       |       | 704    |
| Semoventi d'artiglieria | ISU-122/152           |      |       |       | 35    | 2 510 | 1 530 | 4 075  |
|                         | Totale                | 243  | 1 353 | 2 635 | 1 458 | 4 762 | 3 030 | 13 831 |

Note:
sui carri armati pesanti
- Il KV-1 (Kliment Vorošilov) era armato con un cannone da 76 mm; e insieme al T-34, fu uno dei modelli in cui la bocca da fuoco fu incrementata nel corso del conflitto.
- Il KV-85 fu una versione del KV-1 con armatura leggera a favore della velocità, e con una nuova torretta sempre per il pezzo da 76.
- Infine il KV-1S era un KV-85 armato con un cannone da 85 mm nella stessa torretta dell'IS-1.
- Dopo che Vorošilov perse il favore politico all'interno del partito, il nuovo modello KV-13 con la torretta del KV-85 fu rinominato IS-1 dove IS stava per Iosif Stalin.
- KV-8 lanciafiamme.

Sui semoventi d'artiglieria pesanti
- Il KV-2 su scafo KV-1, era armato con un obice da 152 millimetri in una torretta pesantemente corazzata, e destinato ad essere utilizzato contro obiettivi fortificati e fanteria.
- Il SU-152 armato con un obice da 152 millimetri su carena del KV-1S. Come il KV-2 era destinato ad essere utilizzato come arma contro la fanteria d'assalto, ma con un profilo molto più basso quindi più economico e facile da produrre.
- Il ISU-122 e ISU-152 prodotti su scafi IS. Erano entrambi usati come cannoni d'assalto, ed entrambi sono stati utili come semoventi anticarro armato.